# Ypthima humei
Ypthima humei är en fjärilsart som beskrevs av Henry John Elwes. Ypthima humei ingår i släktet Ypthima och familjen praktfjärilar. Inga underarter finns listade i Catalogue of Life.